# Jan Vermeer van Haarlem (II)
Jan Vermeer van Haarlem (II), ook Jan van der Meer (II) genoemd (gedoopt Haarlem, 29 november 1656 – aldaar, 28 mei 1705) was een Nederlands schilder, graveur en tekenaar.
Hij was de oudste zoon van Jan Vermeer van Haarlem (I) en een zwager van Cornelis Dusart. Zijn vroegst bekende werk dateert van 1673; zijn laatst bekende werk van 1705. In 1677 vertrok hij, mogelijk samen met Nicolaes Berchem, naar Amsterdam. In 1683, misschien al in 1681, keerde hij echter weer terug naar Haarlem.
Vermeer van Haarlem was een navolger van Nicolaes Berchem. Van hem zijn italianiserende landschappen, portretten en winterlandschappen bekend. Werk van hem bevindt zich onder andere in het Museum Boijmans Van Beuningen.

## Galerij

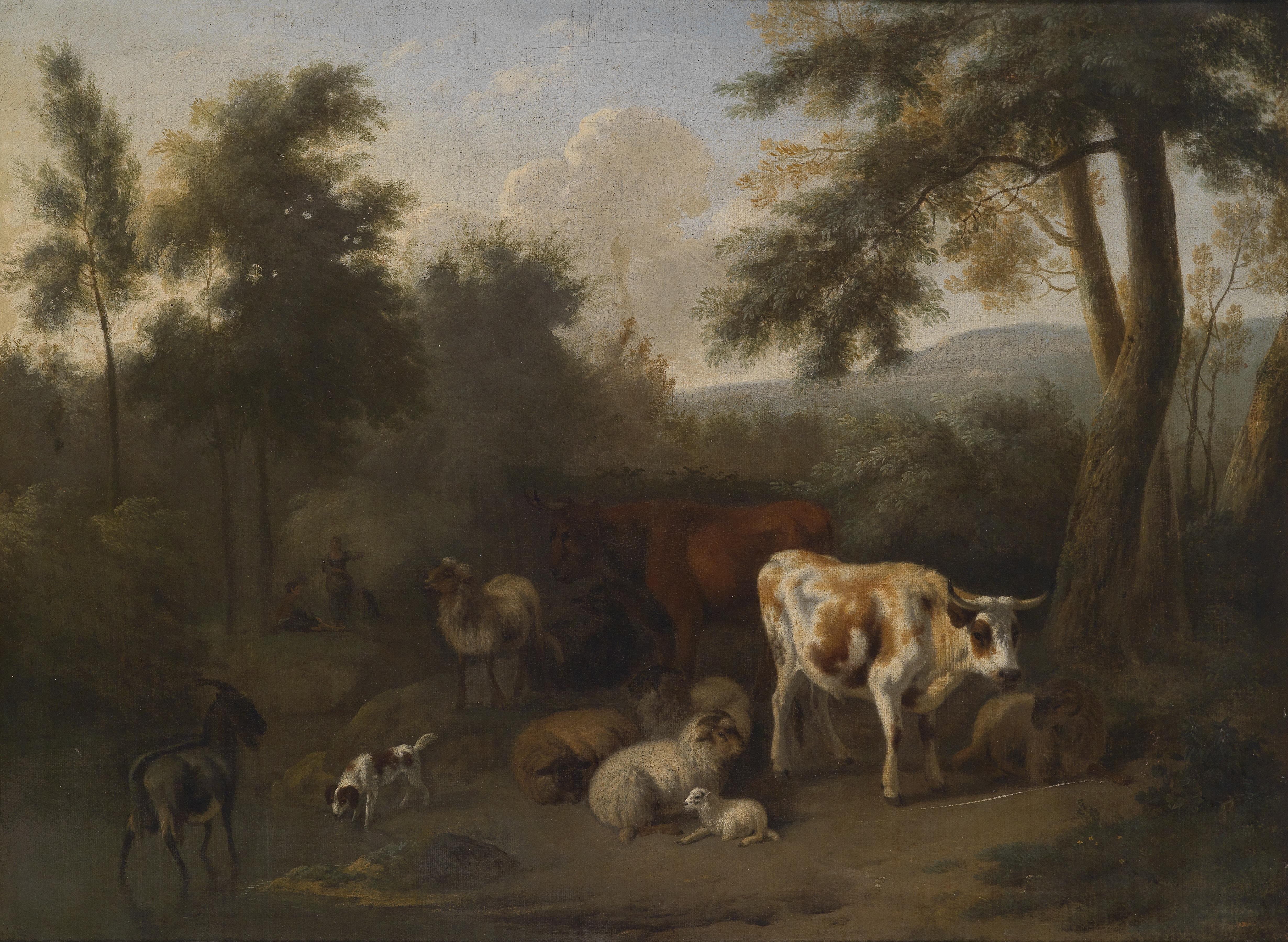
Bosstuk met vee, rond 1705
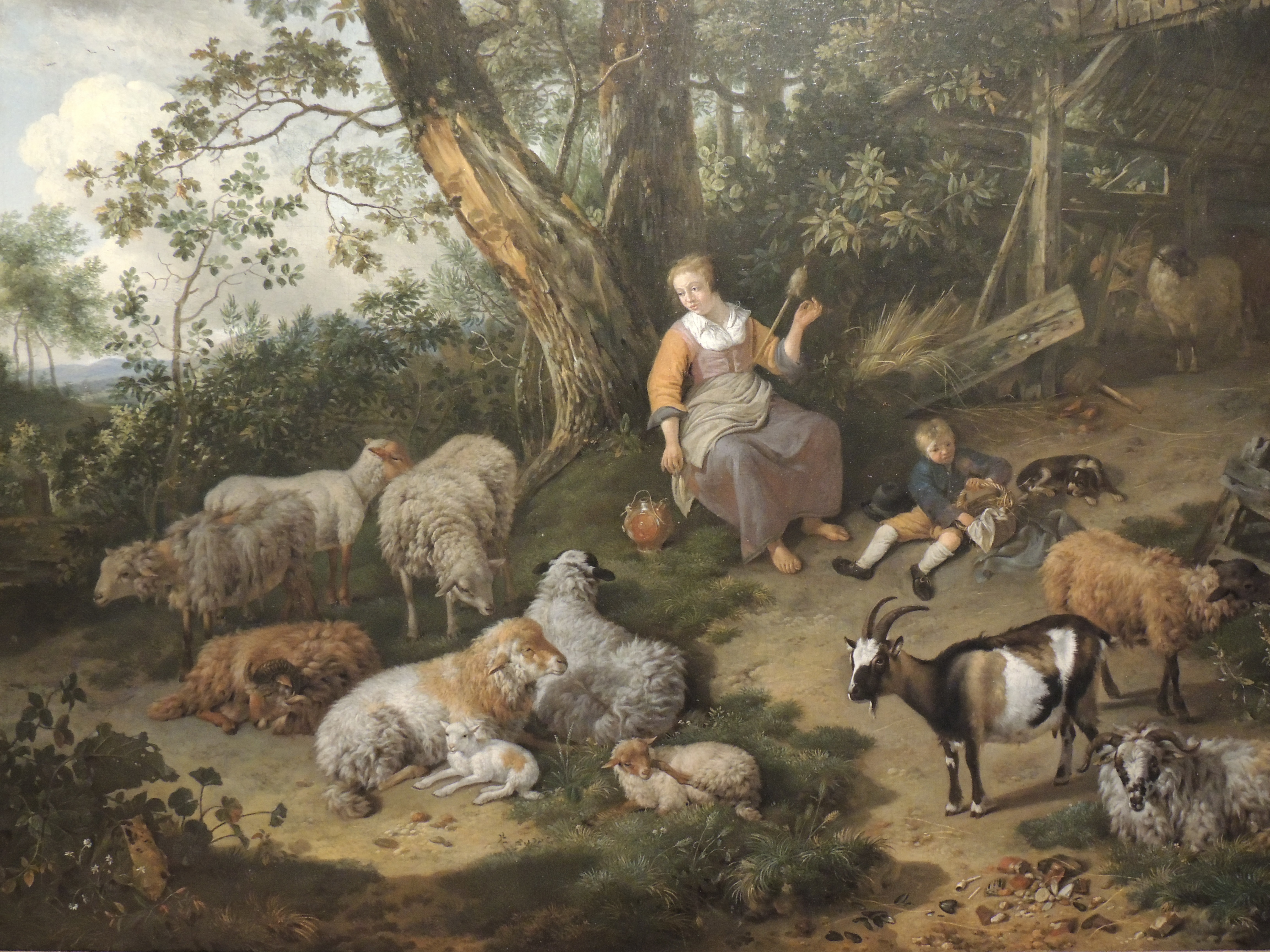
Boerin met kind en vee voor een stal
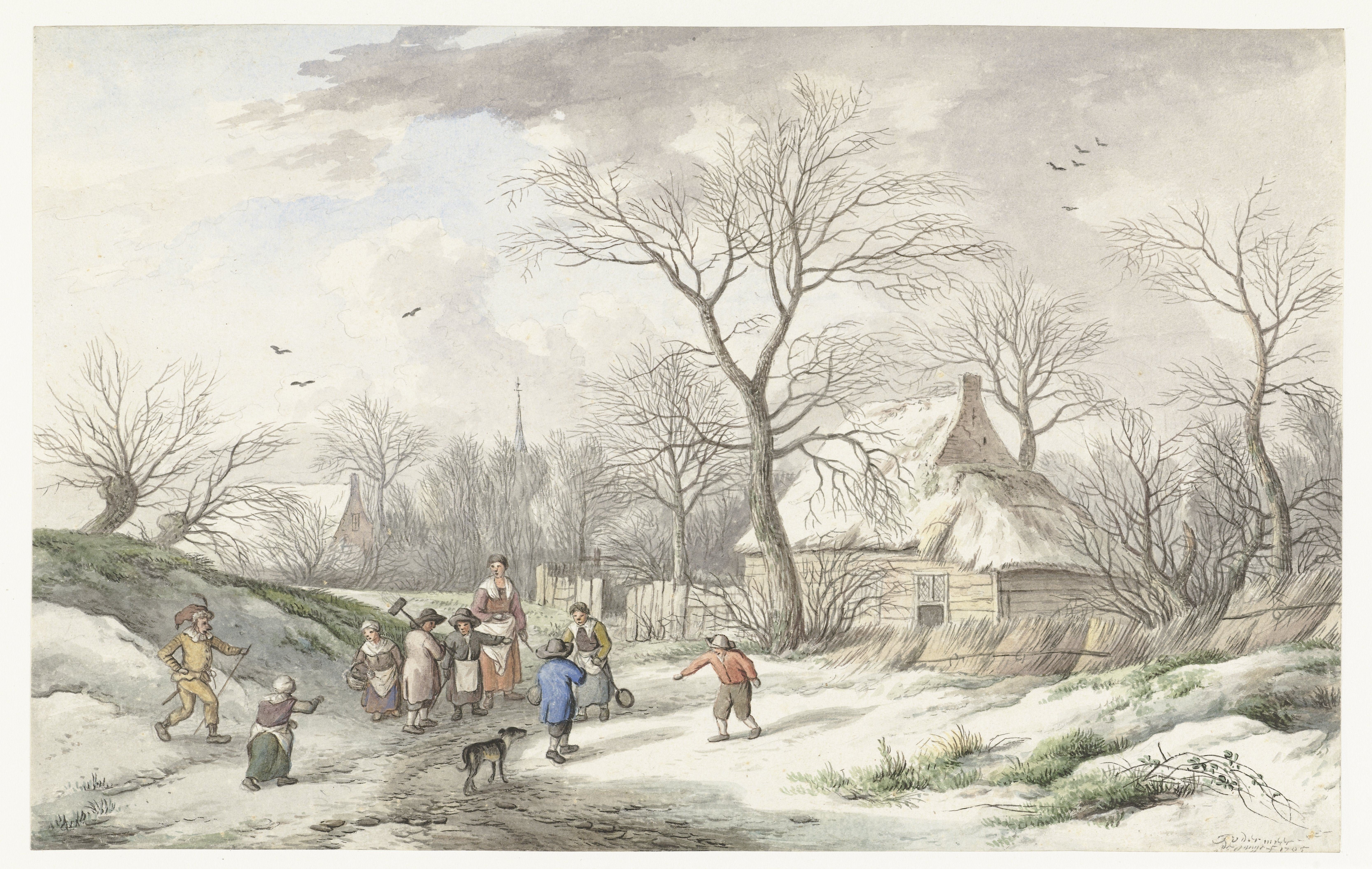
Wintersamenkomst voor Vastenavond, 1705

- Biblioteca Nacional de España: XX1134815
- Bibliothèque nationale de France: cb14977476r (data)
- Biografisch Portaal: 09004455
- Digitale Bibliotheek voor de Nederlandse Letteren: meer128
- Gemeinsame Normdatei: 13890670X
- International Standard Name Identifier: 0000 0000 6663 6715
- KulturNav: 779be5f1-d022-450b-bed2-4decf093b0f9
- RKD-Nederlands Instituut voor Kunstgeschiedenis: 54494
- Union List of Artist Names: 500014105
- Virtual International Authority File: 66740540
- WorldCat: E39PBJwMxMkjXrty9Wjkd6x7HC